# Hasan Salihamidžić
Hasan Salihamidžić (Jablanica, 1. siječnja 1977.), bosanskohercegovački umirovljeni nogometaš. Trenutačni športski direktor Bayern Münchena.

## Karijera
Prve nogometne korake Salihamidžić je napravio u dresu Turbine za koju igrao od 1987. do 1991. Kao veliki talent 1992. prelazi u redove mostarskog Veleža. Prošao sve reprezentativne selekcije bivše Jugoslavije i u svakoj je bio jedan od najboljih. Kao petnaestogodišnjak pobjegao je u Njemačku zbog rata, koji se u to vrijeme sve više širio Bosnom i Hercegovinom. Šest mjeseci je radio kao konobar u jednom kafiću kako bi zaradio novac za putne troškove. Pored velikih obaveza Braco je redovno trenirao. U studenom 1992. godine Salihamidžić odlazi u Hamburg i uz pomoć rođaka Ahmeta Halilhodžića se priključuje treninzima juniorskog tima HSV-a. U to vrijeme njegov trener je bio Felix Magath, koji je jedan je od najzaslužnijih za Hasanov veliki uspjeh.
Nakon kratkog boravka u juniorskom timu, Salihamidžić je prebacen u prvi tim HSV-a, gdje ubrzo postaje jedan od najboljih igraca. Jedan period stanovao je kod saigrača Francisca Copada, inače porijeklom Španjolca. Tamo je upoznao njegovu sestru Ester s kojom je još uvijek u vezi. Nakon izvanrednih igara u Hamburgu, mnogi veliki klubovi su bili zainteresirani za njegove usluge, među njima velikani kao što su FC Barcelona i Bayern München. Hasan se odlučio za Bayern, koji mu je bolje odgovarao, jer je htio ostati i igrati u Njemačkoj. U svojoj prvoj sezoni u Bayernu postigao je nekoliko ključnih pogodaka u Ligi prvaka (Barcelona, Manchester United), koji su Bayern odveli u finale najjačeg europskog natjecanja.
Salihamidžić je deset godina nastupao za bosanskohercegovačku reprezentaciju.

## Vanjske poveznice
- Profile on JadranSport.org
- Fan Site
- Fan Site